# Sakegawa
Sakegawa (鮭川村, Sakegawa-mura) est un village du district de Mogami (préfecture de Yamagata), dans le nord de l'île de Honshū, au Japon.

## Géographie

### Démographie
Lors du recensement national de 2010, la population de Sakegawa s'élevait à 4 903 habitants répartis sur une superficie de 122,32 km2 (densité de population de 40 hab./km2).